# 加納勒多里亞河
4°10′42″N 42°04′48″E / 4.1784°N 42.0801°E

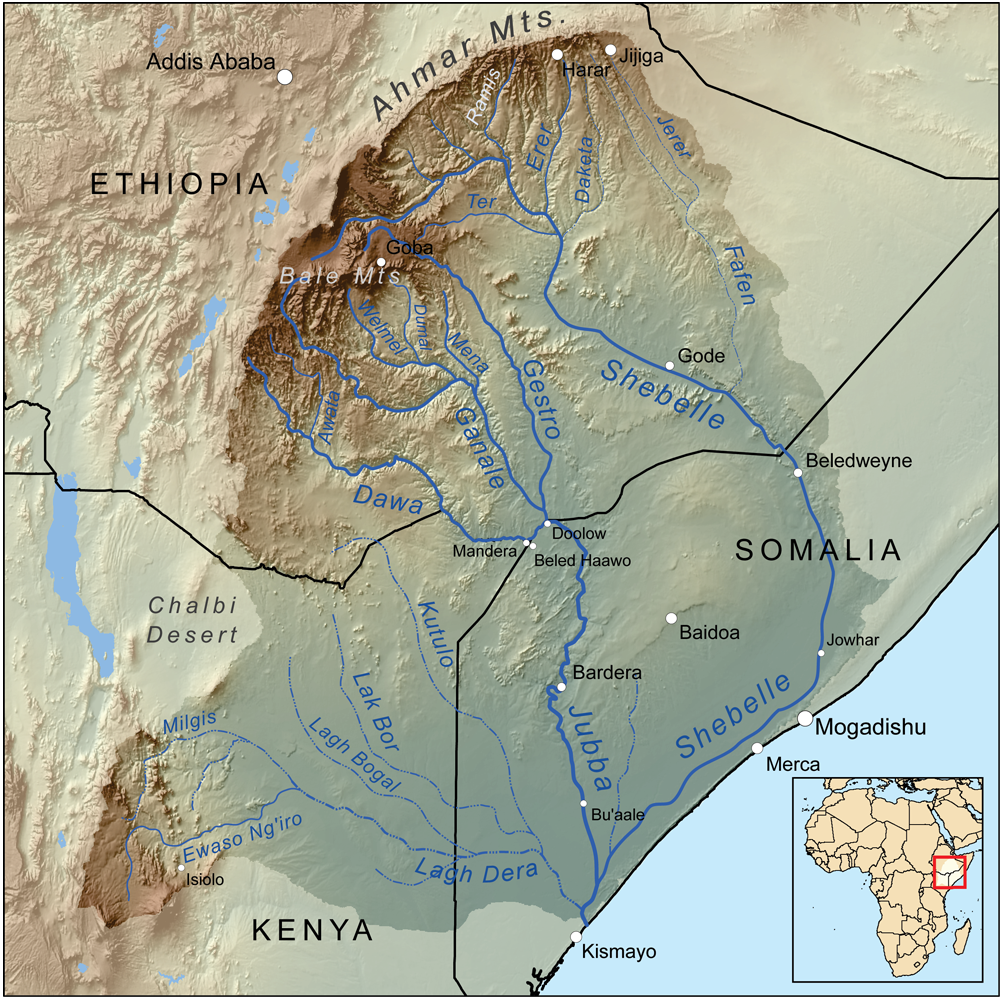

加納勒多里亞河（Ganale Doria River），是埃塞俄比亞的河流，位於該國東南部，河道全長858公里，流域面積171,050平方公里，在索馬里邊境與達瓦河匯流成為朱巴河。